# Багси
«Ба́гси» (англ. Bugsy) — гангстерский байопик режиссёра Барри Левинсона, вышедший на экраны в декабре 1991 года. Главные роли исполнили Уоррен Битти и Аннетт Бенинг. Лента получила две премии «Оскар» за лучшую работу художника-постановщика и лучший дизайн костюмов, а также ряд номинаций, в том числе за лучший фильм года.

## Сюжет
Гангстер Бенджамин «Багси» Сигел (Уоррен Битти) из Нью-Йорка отправляется в Калифорнию, там внезапно влюбляется в Вирджинию Хилл (Аннетт Бенинг) и покупает дом. Во время путешествия в Неваду ему внезапно приходит в голову идея: казино в пустыне. Он заручается поддержкой гангстера Микки Коэна (Харви Кейтель), после чего босс «Кошерной мафии», нью-йоркский гангстер Меир Лански (Бен Кингсли) вместе с другими одобряет дело на миллион долларов.
Багси поручает Вирджинии вести бухгалтерию и с энтузиазмом берётся за строительство казино в Лас Вегасе, но, так как он не в состоянии уследить за финансами, бюджет скоро вырастает до шести миллионов. Меир Лански, недовольный затратами, назначает Багси свидание в Лос-Анджелесе. Багси узнаёт, что Вирджиния украла деньги, но велит ей держать их при себе и не возвращать, а Меиру Лански звонит и сообщает, что когда-нибудь его отблагодарит.
Той же ночью Багси был убит в собственном доме, предположительно, людьми, нанятыми Лански. Вирджиния узнаёт об этом в Лас Вегасе и в отчаянии выбегает из казино. Финальный текст перед титрами сообщает, что через неделю она вернула деньги. Сообщается также, что 6 миллионов, вложенные Багси, к 1991 году (момент выхода фильма) принесли 100 миллиардов прибыли.

## В ролях
- Уоррен Битти — Бенджамин «Багси» Сигел
- Аннетт Бенинг — Вирджиния Хилл
- Харви Кейтель — Микки Коэн
- Бен Кингсли — Меер Лански
- Эллиотт Гулд — Гарри Гринберг
- Джо Мантенья — Джордж Рафт
- Ричард Сарафьян — Джек Драгна
- Биби Нойвирт — графиня ди Фрассо
- Уэнди Филлипс — Эста Сигел
- Льюис Ван Берген — Джо Адонис
- Джо Бейкер — Лоуренс Тиббетт
- Билл Грэм — Чарльз «Лаки» Лучано
- Роберт Бельтран — Алехандро

## Награды и номинации
- 1991 — премия Национального совета кинокритиков США за лучшую мужскую роль (Уоррен Битти), а также попадание в десятку лучших фильмов года.
- 1992 — участие в конкурсной программе Берлинского кинофестиваля.
- 1992 — две премии «Оскар» за лучшую работу художника (Деннис Гэсснер, Нэнси Хайт) и за лучший дизайн костюмов (Альберт Вольски), а также 8 номинаций: лучший фильм года (Марк Джонсон, Барри Левинсон, Уоррен Битти), лучшая режиссура (Барри Левинсон), лучший оригинальный сценарий (Джеймс Тобак), лучшая мужская роль (Уоррен Битти), лучшая мужская роль второго плана (Бен Кингсли и Харви Кейтель), лучшая операторская работа (Аллен Давио), лучшая оригинальная музыка (Эннио Морриконе).
- 1992 — премия «Золотой глобус» за лучший фильм-драму, а также 7 номинаций: лучшая режиссура (Барри Левинсон), лучший сценарий (Джеймс Тобак), лучшая мужская роль в драматическом фильме (Уоррен Битти), лучшая женская роль в драматическом фильме (Аннетт Бенинг), лучшая мужская роль второго плана (Бен Кингсли и Харви Кейтель), лучшая оригинальная музыка (Эннио Морриконе).
- 1992 — премия Американского общества кинооператоров за лучшую операторскую работу в кинофильме (Аллен Давио).
- 1992 — номинация на премию Гильдии режиссёров США за лучшую режиссуру художественного фильма (Барри Левинсон).
- 1992 — номинация на премию Гильдии сценаристов США за лучший оригинальный сценарий (Джеймс Тобак).